# Huta Lombang (Padang Sidempuan Tenggara)
Huta Lombang is een bestuurslaag in het regentschap Padang Sidempuan van de provincie Noord-Sumatra, Indonesië. Huta Lombang telt 765 inwoners (volkstelling 2010).